# Ардисламов, Родион Анисович
Родион Анисович Ардисламов (род. 15 марта 1996, Москва, Россия) — российский профессиональный баскетболист, играющий на позиции центрового.

## Карьера
В марте 2016 года Ардисламов принял участие в тренировочном сборе юношеской сборной России (до 20 лет).
В мае 2018 года Ардисламов был включён в состав сборной команды «Россия-1» для участия в Международном студенческом баскетбольном кубке.
В мае 2019 года Ардисламов вновь был включён в состав студенческой сборной России-1 для участия в Международном студенческом баскетбольном кубке. Уступив в финале студенческой сборной Сербии (74:86) сборная России-1 стала серебряным призёром турнира.
В июне 2019 года Ардисламов получил приглашение на сбор студенческой сборной России для подготовки к Универсиаде-2019 в Неаполе.

## Достижения

### Клубные
- Серебряный призёр Единой молодёжной лиги ВТБ (2): 2013/2014, 2016/2017

### Сборная России
- Обладатель Международного студенческого баскетбольного кубка: 2018
- Серебряный призёр Международного студенческого баскетбольного кубка: 2019